# Sospeter Bajana
Sospeter Israel Bajana (ur. 14 października 1994 w Kigomie) – tanzański piłkarz grający na pozycji pomocnika. Od 2020 jest zawodnikiem klubu Azam FC.

## Kariera klubowa
Swoją karierę piłkarską Bajana rozpoczął w klubie Azam FC. W sezonie 2012/2013 zadebiutował w nim w tanzańskiej pierwszej lidze. W sezonach 2012/2013, 2014/2015 i 2015/2016 został z nim wicemistrzem, a w sezonie 2013/2014 - mistrzem Tanzanii. W latach 2016–2020 występował w klubie Ndanda FC. Latem 2020 wrócił do Azam FC.

## Kariera reprezentacyjna
W reprezentacji Tanzanii Bajana zadebiutował 9 grudnia 2021 roku w przegranym 0:2 towarzyskim meczu z Ugandą, rozegranym w Dar es Salaam. W 2024 roku powołano go do kadry na Puchar Narodów Afryki 2023. Nie rozegrał w nim żadnego meczu.